# Radio Dubrava
Radio Dubrava je enajsti studijski album zagrebške rock skupine Prljavo kazalište, ki je izšel pri založbi Dallas Records. Album je izšel pet let po zadnjem studijskem albumu skupine Dani ponosa i slave. Skladba »Previše suza u mom pivu« je postala velik hit, skupina pa se je zatem odpravila na zelo uspešno turnejo.
Izšla je tudi posebna dvojna izdaja albuma, ki na drugi zgoščenki vsebuje nekaj videospotov, živih posnetkov in intervju.

## Seznam skladb
| Št. | Naslov                          | Dolžina |
| --- | ------------------------------- | ------- |
| 1.  | „Radio Dubrava‟                 | 4:44    |
| 2.  | „Anarhist‟                      | 3:21    |
| 3.  | „Previše suza u mom pivu‟       | 4:33    |
| 4.  | „Drugovima više ja ne vjerujem‟ | 4:12    |
| 5.  | „Na živce ide mi‟               | 3:47    |
| 6.  | „A ti idi‟                      | 5:24    |
| 7.  | „Skočit ću‟                     | 4:12    |
| 8.  | „Smeđi šećeru‟                  | 4:40    |
| 9.  | „Ona nema vremena‟              | 6:13    |
| 10. | „Nisam bio za tebe‟             | 5:07    |
| 11. | „Ako odlučiš‟                   | 5:30    |
| 12. | „Vrijeme (sporo prolazi)‟       | 4:45    |

### Posebna izdaja
Disk 1: Radio Dubrava

#### Disk 2: Special Edition Multimedia CD
1. »Marina«[4]
2. »Mi plešemo«[4]
3. »Interview«[4]
4. »Prljavo kazalište in New York«
5. »Mojoj majci«
6. »Ne zovi mama doktora«

## Zasedba

### Prljavo kazalište
- Jasenko Houra – kitara
- Tihomir Fileš – bobni
- Ninoslav Hrastek – bas kitara
- Zlatko Bebek – solo kitara
- Mladen Bodalec – vokal
- Jurica Leikauff – klaviature

### Gosta
- Marko Križan – saksofon
- Dubravko Vorih – bas kitara